# 七星鄉 (鄰水縣)
七星鄉，是四川省鄰水縣曾经下辖的一个乡。轄觀音村、店子村、螺絲溝村（光華）、七星村、解偉村。

## 沿革
1953年4月24日．第六區(九龍區)公所從九龍鄉划出5個村，增建七星鄉人民政府。12月21日，七星鄉人民政府改稱石鼓鄉人民政府。